# Otto Alscher
Otto Alscher, né le 8 janvier 1880 à Perlez alors en Autriche-Hongrie, aujourd'hui en Serbie et décédé le 29 décembre 1944 à Târgu Jiu est un écrivain roumain issue de la minorité allemande.

## Biographie

### Enfance et origines
Otto Alscher est né en 1880 à Perlez, à l'époque en Autriche-Hongrie de parents originaires de Silésie. En 1878, son père, du fait de son affectation militaire, fut envoyé dans le Banat historique, où il connut sa mère et se maria. En 1891, après plusieurs déménagements, la famille se fixa à Orșova, où le père du jeune Otto établit un atelier de photographie.

### Études, premier mariage et débuts littéraires
En 1898-1899, il étudia à Vienne avec son frère Hugo, qui devint peintre. Il se maria en 1904 à Leopoldine Elisabeth Amon, fille de bourrelier rencontrée à Innsbruck et vit ses premiers textes publiés dans le journal d'Innsbruck Der Scherer. Un an plus tard, il construisit pour sa famille (trois enfants naquirent entre 1905 et 1909 : Reingard, Helmut et Helga) une maison isolée au milieu de la forêt dans la vallée de la Gratzka.
Après avoir publié des textes courts dans le journal transylvain Die Karpathen, il connut sa première publication en volume en 1909, le roman Ich bin ein Flüchtling, suivi du recueil de nouvelles Mühselige und Beladene en 1910.

### Journalisme et premiers succès
En 1911, Alscher fut engagé à Budapest par le célèbre quotidien libéral Pester Lloyd. Jusqu'en 1916, il écrivit des centaines d'articles sur des sujets politiques et culturels. Dans le même temps, il parvint à publier ses textes littéraires dans de nombreux journaux, comme Brenner, Die Neue Rundschau ou Die Aktion. En 1912 fut publié en volume son roman le plus vendu, Gogan und Das Tier, qui connut une réédition chez le célèbre éditeur allemand S. Fischer, puis en 1914 le recueil de nouvelles Zigeuner chez Albert Langen.

### La guerre, puis le divorce
Alscher dut accomplir ses obligations militaires en 1916, fut blessé durant les combats et affecté à Belgrade au service de presse de l'empire en tant que co-rédacteur du journal d'occupation Belgrader Nachrichten. Après la guerre, il divorça en 1920 pour se mettre en ménage avec la jeune institutrice Elisabeth Amberg, de vingt ans sa cadette. Ils eurent cinq enfants : Edgar (1924), Edith (1926), Hugo (1928), Erika (1930) et Ingrid (1936). Entre 1919 et 1922, il travailla pour divers journaux germanophones à Timișoara, défendant les droits de la minorité germanophone de Roumanie. Son roman Kämpfer (1919-1920) parut dans la presse, mais n'est jamais sorti en volume.

### La pauvreté, la dérive idéologique
En 1922, Alscher se retira à Orșova et dès lors, ne publia plus guère que sporadiquement quelques nouvelles dans des journaux locaux, rassemblés dans le volume Tier und Mensch en 1928. De plus, l'émergence du nazisme ne laissait plus guère de place à ses œuvres, de manière générale déconsidérées pour leur proximité avec l'émigration intérieure. En 1939, il fit une nouvelle tentative à Timișoara dans un journal mais il fut rapidement licencié et la famille fréquenta bientôt les soupes populaires et dut vendre la maison d'Orșova. En 1942, avec l'héritage de l'atelier de photographie, Alscher put à nouveau se retirer. Peu après, en janvier 1943, il accepta la position officielle de "Kulturrat" et écrivit des articles influencés politiquement par l'idéologie fasciste. L'Armée rouge, à l'automne 1944, l'interna dans un camp de travail à Târgu Jiu avec nombre d'autres membres de la Communauté allemande. Il est décédé dans ce camp le 29 décembre 1944, probablement des suites de la malnutrition et d'une infection.

### La postérité
Son épouse détruisit par peur des représailles certaines lettres et des manuscrits. En 1967, Franz Heinz découvrit une cache de ses papiers, qui avaient entre autres été sauvés d'une inondation par un de ses anciens voisins Geza Hutterer, ce qui conduisit à un regain d'attention pour son œuvre, notamment la publication de deux romans : Der Löwentöter en 1972 et Die Einsamkeit des Erfinders en 1980, ainsi que de plusieurs recueils de prose courte.  En 1970, ses contributions au journal Belgrader Nachrichten furent identifiées et publiées sous le titre Belgrader Tagebuch. De nos jours, un festival interethnique de danses et chants populaires « Otto Alscher » a lieu tous les ans à Orșova.
Dans l'ensemble, on se souvient aujourd'hui de lui essentiellement pour ses nouvelles, sa description des animaux, de la chasse et de la vie sauvage en général, ses romans sont généralement oubliés.

## Liste des œuvres
- Ich bin ein Flüchtling [Je suis un fuyard], roman, Stuttgart, 1909
- Mühselige und Beladene [Ceux qui porte et ceux qui croulent], nouvelles, Berlin, 1910
- Gogan und das Tier [Gogan et l'animal], roman, Berlin, 1912
- Zigeuner [Tsiganes], nouvelles, Munich, 1914
- Wie wir leben und lebten [Comment nous vivons et avons vécu], nouvelles, Timișoara, 1915
- Die Kluft. Rufe von Menschen und Tieren [La Fosse. Appels des hommes et des animaux], nouvelles, Munich, 1917
- Tier und Mensch [Homme et animal], nouvelles, Munich, 1928
- Zwei Mörder in der Wildnis [Deux Meurtres dans le monde sauvage], roman, Munich, 1937
- Die Bärin. Besinnliche Tiergeschichten [L'Ourse. Histoires d'animaux contemplatives], nouvelles, Timișoara, 1943.

Rééditions et publications à titre posthume :
- Zwischenspiel im Mondschein, Tiergeschichten [Interlude au clair de lune, histoires animalières], nouvelles, Bucarest, 1967
- Die Straße der Menschen und andere Erzählungen  [La route des hommes et autres nouvelles], nouvelles, Bucarest, 1968
- Der Löwentöter. Ein Urweltroman [Le tueur de lion. Roman des origines du monde], roman, Bucarest, 1972
- Belgrader Tagebuch. Feuilleton aus dem besetzten Serbien. 1917-1918 [Journal de Belgrade. Feuilleton d'occupation de la Serbie], articles de presse, Bucarest, 1975
- Belebte Nacht. Tier- und Jagdgeschichten [Nuit animée. Histoires naturelles], nouvelles, Bucarest, 1977
- Das Rätsel eines Wolfes [L'énigme d'un loup], nouvelles, Bucarest, 1976
- Der Weg aus den Wäldern [Le chemin hors des bois], nouvelles, Bucarest, 1980
- Der Schöpfer [Le créateur], roman, Timișoara, 1980
- Landsmannschaft Banater Schwaben - Erzählungen [Compatriotes Souabes du Banat], nouvelles, Munich, 1995
- Au loin un jour / Fernab ein Tag, nouvelle en édition électronique bilingue, traduite par Gabrielle Danoux, 2015.